# 富士政治大学校
富士政治大学校（ふじせいじだいがっこう）は、日本の私塾・養成学校、民社・同盟系の研修機関。公益財団法人富士社会教育センター内に1969年に設立された。初代学長は西村栄一。

## 概要
1969年、民社党委員長の西村栄一によって、静岡県御殿場市に富士社会教育センターが創立された。同年4月に財団法人として認可を受け、7月に設立登記を完了した。8月1日、センター内に労働組合員向けの研修機関として「富士政治大学校」を開設し、西村は同校の初代学長に就任した。民社党初代委員長で当時常任顧問西尾末広が最高顧問に就任した。
神奈川県座間市議会議員の松橋淳郎によれば、「一説によると、同学校は、昭和40年代共産主義やファシズムに対して、中央情報局（CIA）の支援を受けて創立したとも言われている」という。
富士山麓の静岡県御殿場市に本校、岡山県のゼンセン中央教育センター内に西部本校が置かれ、同盟・中立労連・純中立・一部総評系の労組から派遣された若手組合員に対し、「二泊三日を標準としたカリキュラムで、民主社会主義の理論と実践活動についての集中教育」を行った。教育期間中に民社党関係者が入党勧誘を行い、ここで入党した青年党員は「民社党青年隊」の中核メンバーとなった。同校の研修を取材した貴重な体験ルポである宇治芳雄『洗脳の時代』（汐文社、1981年）および同書を紹介した斎藤貴男『「東京電力」研究　排除の系譜』（講談社、2012年）によれば、「全郵政ッ」「躍進ッ」または「全逓ッ」「粉砕ッ」といった掛け声を繰り返す「カケアイコール」、もたれかかってくる女性講師を胸で支えたり、女性講師と抱き合って風船を割ったりする「エンカウンティング・トレーニング」（心理学者の村田宏雄が指導）、講師が敵対する労組の組合員や民青などに扮して受講者を質問攻めにする「信念強化訓練」や「行動強化訓練」などファナティックな訓練が行われていたという。また前述の松橋市議によれば、旧海軍江田島教育が取り入れられているという。
1979年に松下幸之助が設立した松下政経塾との共通性が指摘されており、横浜市立大学商学部の平智之は人的な連続性を裏付ける証拠として、鉄鋼労連委員長や金属労協議長を務めた宮田義二が同塾の塾長や相談役、鉄鋼労連委員長や連合会長を務めた鷲尾悦也、電力総連会長や連合会長を務めた笹森清が同塾の評議員を務めていることをあげている。2012年9月に死去した宮田の「お別れ会」は富士社会教育センターや松下政経塾など5団体の代表が発起人となって開催された。
新型コロナ問題が発生した2020年以降は政治専科の開催が困難となり、2021年は地方議員フォーラムと称しZoomを活用してオンラインで開催した。